# Methana marginalis
Methana marginalis är en kackerlacksart som först beskrevs av Henri Saussure 1864.  Methana marginalis ingår i släktet Methana och familjen storkackerlackor. Inga underarter finns listade i Catalogue of Life.